# Rivière Chabbie
Pour les articles homonymes, voir Chabbie.
La rivière Chabbie (en anglais : Chabbie River) est un affluent de la rivière Turgeon, coulant au Canada dans :
- district de Cochrane, au Nord-Est de l'Ontario ;
- Eeyou Istchee Baie-James (municipalité), en Jamésie, dans la région administrative du Nord-du-Québec au Québec.